# راندي صموئيل
راندي صموئيل (بالإنجليزية: Randy Samuel)‏ (و. 1963 – م) هو لاعب كرة قدم، ومدرب كرة قدم، من كندا، ولد في بوينت فورتين، شارك في بطولة كأس العالم لكرة القدم 1986.

## روابط خارجية
- راندي صموئيل على موقع الاتحاد الدولي (مؤرشف)  (الإنجليزية)
- راندي صموئيل على موقع قاعدة بيانات كرة القدم.إي يو (الإنجليزية)
- راندي صموئيل على موقع ناشيونال فوتبول تيمز (الإنجليزية)
- راندي صموئيل على موقع Soccerbase.com (لاعب) (الإنجليزية)